# Télé Z
Télé Z  est un magazine hebdomadaire français de presse de télévision édité par les Éditions Presse Magazine 2000 depuis le 18 septembre 1982. Le 16 septembre 2021, le magazine est racheté par Prisma Media.

## Historique
À sa création, dans les années 1960,Télé Z s’appelait Télé Journal et arrivait sur un marché jusque-là dominé par Télé 7 jours (fondé en 1960). Le magazine parvient pourtant rapidement à atteindre le million d’exemplaires vendus puis les deux millions. Ce succès s’explique par le faible prix du titre et le format réduit 1,80 F puis 2 F et depuis 2002 quelques dizaines de centimes €. L'hebdomadaire changea de nom après l'exemplaire du 23 au 29 décembre 2000.
Télé Journal ajoute le programme câble et satellite en janvier 1970 puis Télé Z aussi depuis le programme du 2 au 8 janvier 1993 tout comme TMC, TSR et Rai Uno depuis sa création Canale 5 de 1982 à février 1986 juste avant la version française ou encore La Sept puis Arte en février 1986 tout comme La Cinq pendant 6 ans jusqu'au programme du 26 décembre 1992 au 1er janvier 1993[pas clair].
Télé Z arrive en première position de la presse de télévision hors supplément en 2005. 
Télé Z souffre comme les autres titres de l'émergence de nouveaux supports (Internet notamment) et de l’arrivée en 2004 des quinzomadaires. Le passage à la couleur le 11 mars 2006 permet de regagner des ventes. 
Une édition TNT qui détaille tous les programmes des 18 chaînes gratuites, des neuf chaînes payantes et des chaines régionales d'Ile de France de la télévision numérique terrestre française est créée en 2008.
Télé Z est connu pour sa mascotte, « Z » le basset hound, et ses blagues (une ou deux pages dans chaque édition). Il contient dans chaque numéro de nombreuses rubriques.
En juillet 2021, Prisma Media entre en négociations exclusives pour racheter la société Édition Presse Magazine 2000 qui possède Télé Z. Le rachat est finalisé le 16 septembre 2021.
En 10 ans le magazine passe de 50cts a 90cts en 2025. À noter jusqu' en 2009 le journal était qu'à 35 centimes.

## Contenu éditorial
- Grille complète des programmes télévisés des chaînes hertziennes françaises. Sélection des programmes télévisés pour le câble, la TNT et le satellite.
- Articles et rubriques : « L'œil en coulisses », une bande dessinée (réalisée par le caricaturiste et dessinateur Gibo), jeux, histoires drôles, livres, cinéma et DVD, jeux vidéo, jardin, automobile, découverte, droits, etc.

## Tirage et diffusion
| Années                 | 2002      | 2003      | 2004      | 2005      | 2006      | 2007      | 2014      | 2022    |
| ---------------------- | --------- | --------- | --------- | --------- | --------- | --------- | --------- | ------- |
| Tirage                 | 2 485 097 | 2 413 230 | 2 120 205 | 1 933 148 | 1 951 388 | 1 971 694 | 1 464 430 | 865 552 |
| Diffusion France payée | 2 166 390 | 2 103 249 | 1 815 506 | 1 724 673 | 1 741 733 | 1 747 573 | 1 272 415 | 707 731 |
| Diffusion Totale       | 2 177 279 | 2 115 669 | 1 830 135 | 1 736 569 | 1 752 033 | 1 758 355 | 1 279 855 | 710 636 |

## Publicité TV
- 2005 : série de cinq publicités réalisées par John Gabriel Biggs, avec François-Xavier Demaison.

## Sources
- Les chiffres de l'OJD.